# Paraides
Paraides là một chi bướm ngày thuộc họ Bướm nâu.